# Alter Friedhof (Kilsyth)

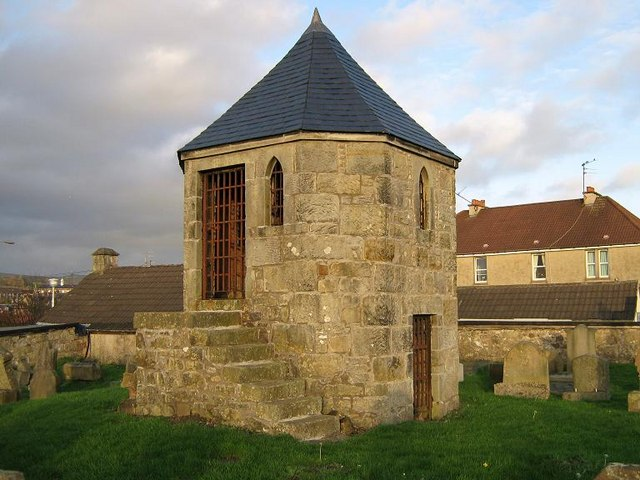
Alter Friedhof von Kilsyth

Der Alte Friedhof von Kilsyth befindet sich in der schottischen Stadt Kilsyth in der Council Area North Lanarkshire. Er liegt am Südrand der Stadt an der Howe Road. 1971 wurde der Friedhof in die schottischen Denkmallisten in der Kategorie B aufgenommen.

## Geschichte
Der alte Kirchhof grenzte direkt an die Monyabroch Parish Church an. Das aus dem Jahre 1560 stammende Gebäude bot 600 Personen Raum. Um der stetig wachsenden Gemeinde Rechnung zu tragen, wurde im Jahre 1812 etwa 600 m nördlich die heute noch genutzte Kilsyth Parish Church errichtet. Diese besitzt keinen eigenen Friedhof. An den alten Friedhof wurden im Laufe der Zeit Erweiterungen im Westen angeschlossen. 

## Mausoleum
Im Nordteil des Friedhofs ist am ehemaligen Standort der Monyabroch Kirk ein Mausoleum in Form eines achteckigen Turms mit Zeltdach zu finden. Dort wurden die sterblichen Überreste von Jean Cochrane, Viscountess of Dundee, Gattin von William Livingstone of Kilsyth, und ihrem Sohn William beigesetzt. Cochrane war Tochter von William Cochrane, Lord Cochrane († 1679) und Enkelin des 1. Earl of Dundonald. Ihr erster Ehemann, John Graham, 1. Viscount of Dundee fiel 1689 in der Schlacht von Killiecrankie. Später heiratete sie dann William Livingston. Im Oktober 1695 stürzte das Dach des Hauses, in dem sich das Ehepaar mit Sohn und Kindermädchen in den Niederlanden aufhielt, ein. Livingston konnte glücklich gerettet werden, wohingegen die anderen Anwesenden nicht mehr lebend geborgen werden konnten. Jean Cochrane und ihr Sohn wurden einbalsamiert, nach Kilsyth verbracht und in den Gewölben der Monyabroch Kirk beigesetzt. Einhundert Jahre später wurde die Grabstätte versehentlich geöffnet und der Zustand der Mumien als unerwartet gut beschrieben. Nach dem Abriss des Kirchengebäudes wurde die Gruft mit dem heute vorzufindenden Turm verschlossen. 2008 wurde das Bauwerk in das Register gefährdeter denkmalgeschützter schottischer Bauwerke aufgenommen. Der Zustand wird als schlecht, die Gefährdung jedoch als gering eingestuft. Im Inneren fehlen mehrere Bodendielen und leere Flaschen und Unrat häufen sich.